# Cephalostachyum langbianense
Cephalostachyum langbianense är en gräsart som beskrevs av Auguste Jean Baptiste Chevalier och Aimée Antoinette Camus. Cephalostachyum langbianense ingår i släktet Cephalostachyum och familjen gräs. Inga underarter finns listade i Catalogue of Life.